# 天赦園
天赦園（てんしゃえん）は、愛媛県宇和島市にある日本庭園。国の名勝に指定されている。寛文12年（1672年）に宇和島藩2代藩主の伊達宗利が海を埋め立てて造成した「浜御殿」の一部であったが、文久3年（1863年)に建物等が整備され百歳長寿の大名と云われる7代藩主の伊達宗紀（号は春山 しゅんげん）が移居し「南御殿」と称された後、慶応2年（1866年）に築庭が竣工し、「天赦園」と命名した。鬼ヶ城連峰を借景とした池泉回遊式の庭園で、大名庭園でもある。

## 概要
天赦園の名は、伊達政宗が詠んだ「酔余口号」の中の以下の漢詩から採って命名された。
馬上少年過　世平白髪多　残躯天所赦　不楽是如何
（馬上に少年過ぎ 世は平にして白髪多し　残躯は天の赦す所 楽しまずして是を如何せん）
の一節にちなみ、余生を十分に過ごしたいという思いが込められており、宗紀は隠棲のためにこの天赦園を築き、庵を結んだ。園内には伊達家の家紋である「竹に雀」より竹を配しているのが特徴で、珍種も含め18種もの竹や笹が植栽されている。また、藤原氏とも関わりが深いことから、多くの藤が植えられ、藤の名所としても名高い。
- 総面積は11240m2（そのうち3分の1を池が占める）で、形式は池泉回遊式。昭和43年（1968年）5月20日に国指定名勝[2]となった。
- 建物には旧潜淵館付属茶室・春雨亭がある。
- 池護岸や南東部の陰陽石、三尊石組、立石と平天石、枯滝石組と彼流石組、両岸には臥牛石、起牛石、虎吠石などが点在している。
- 昭和天皇が大正11年（1922年）に皇太子時代に休憩所にされ、昭和41年（1966年）に皇后と庭園を散策された[1]。

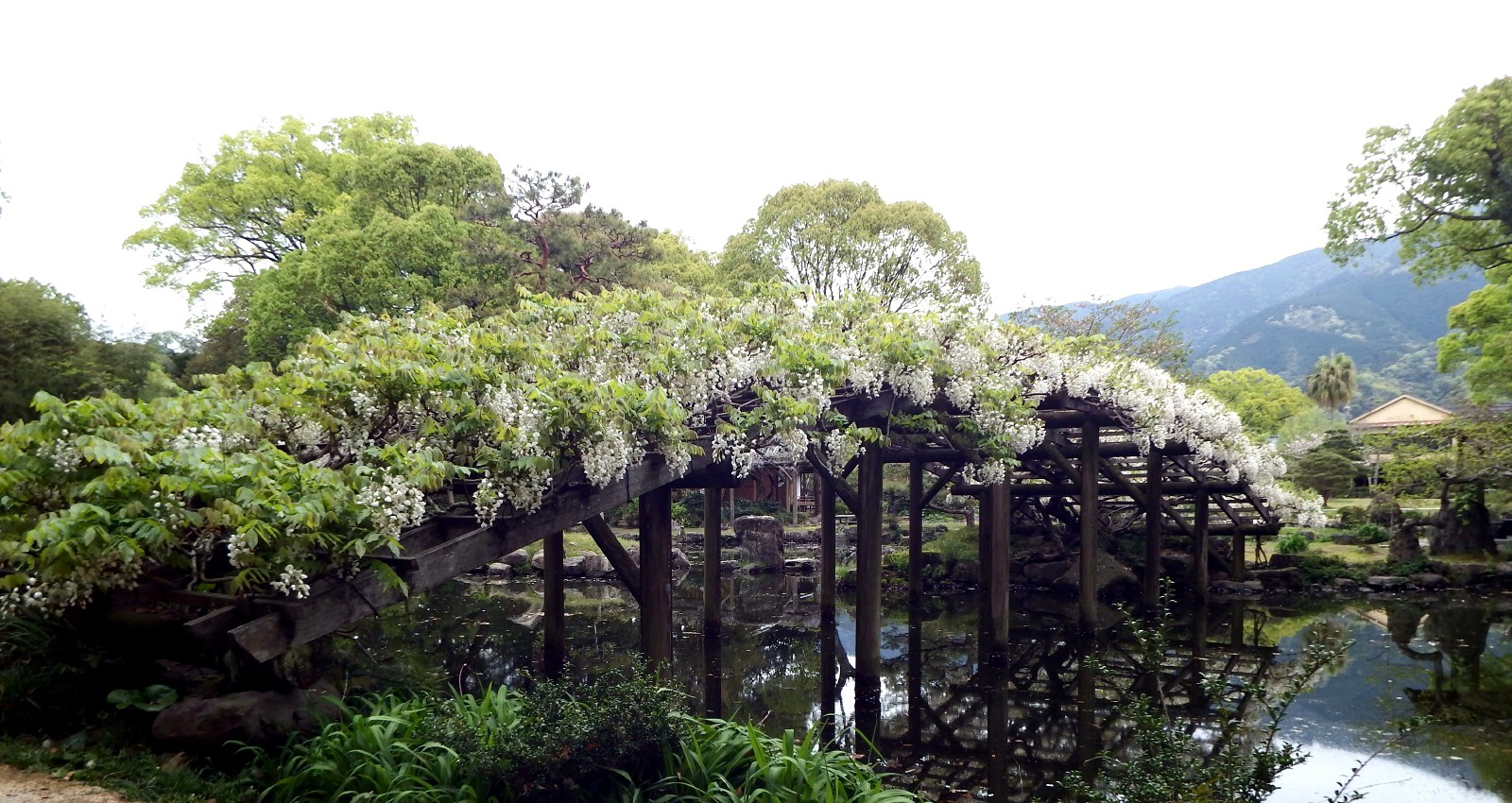
白玉藤

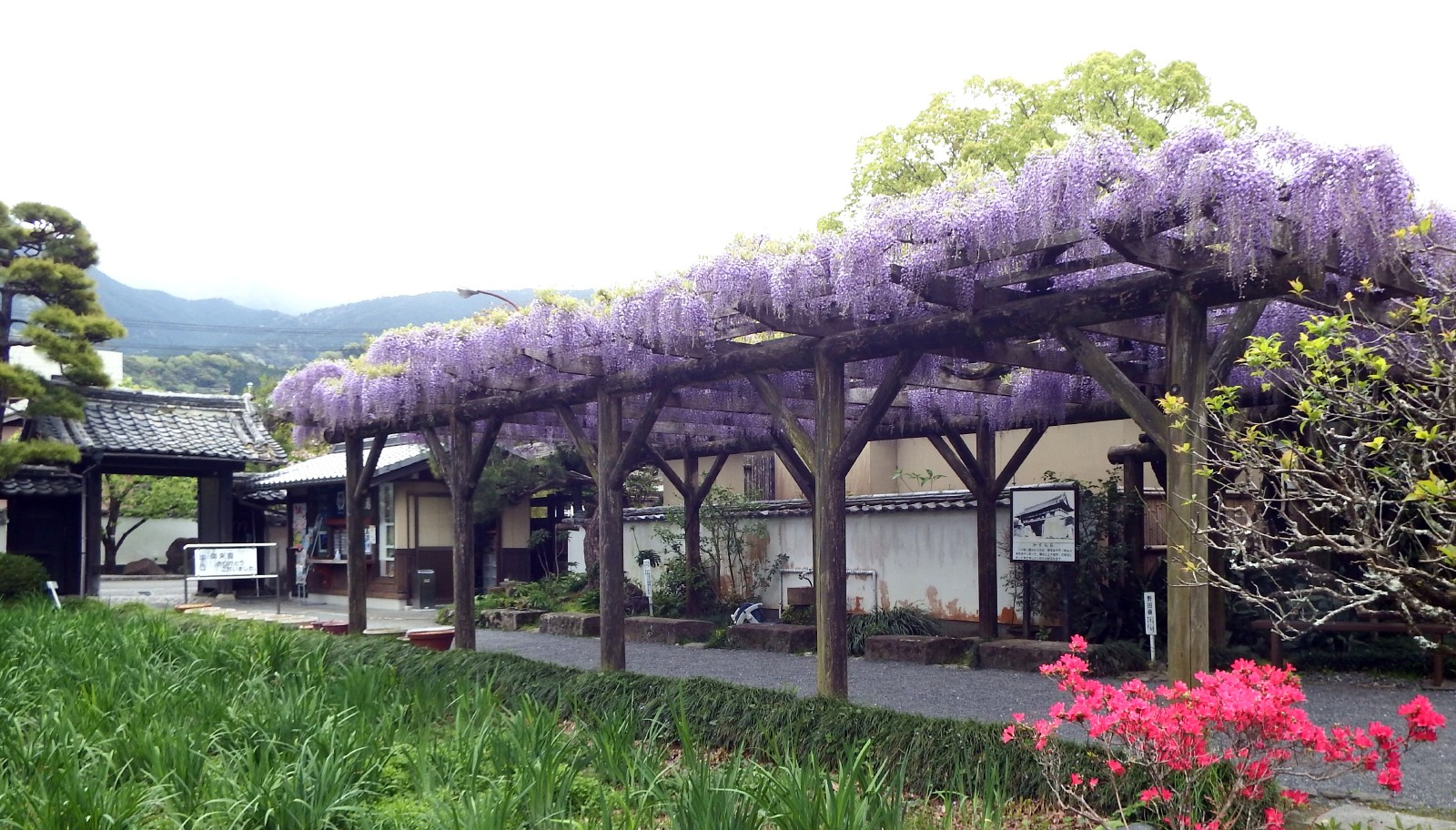
入口の野田藤
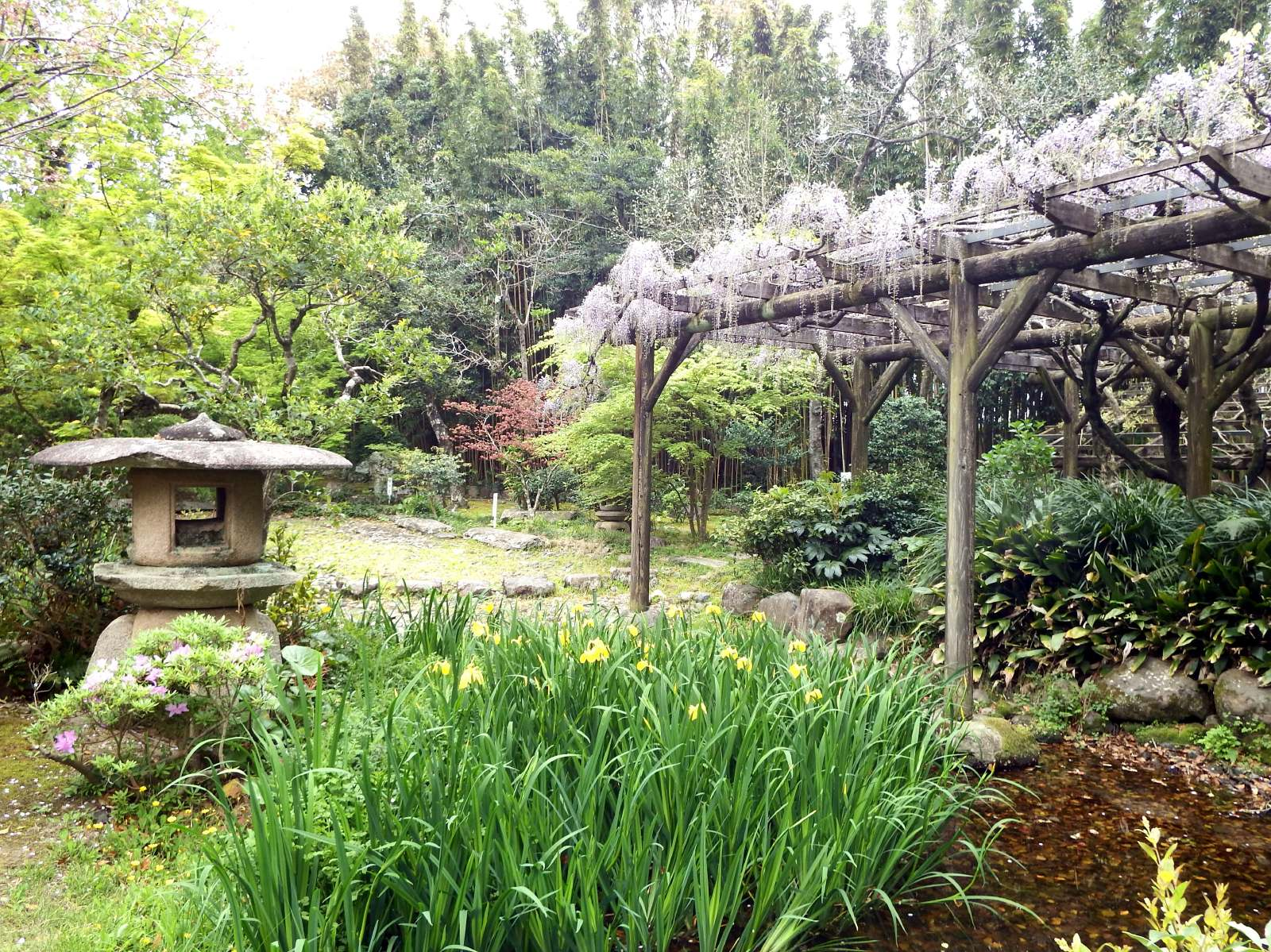
園内奥の野田藤
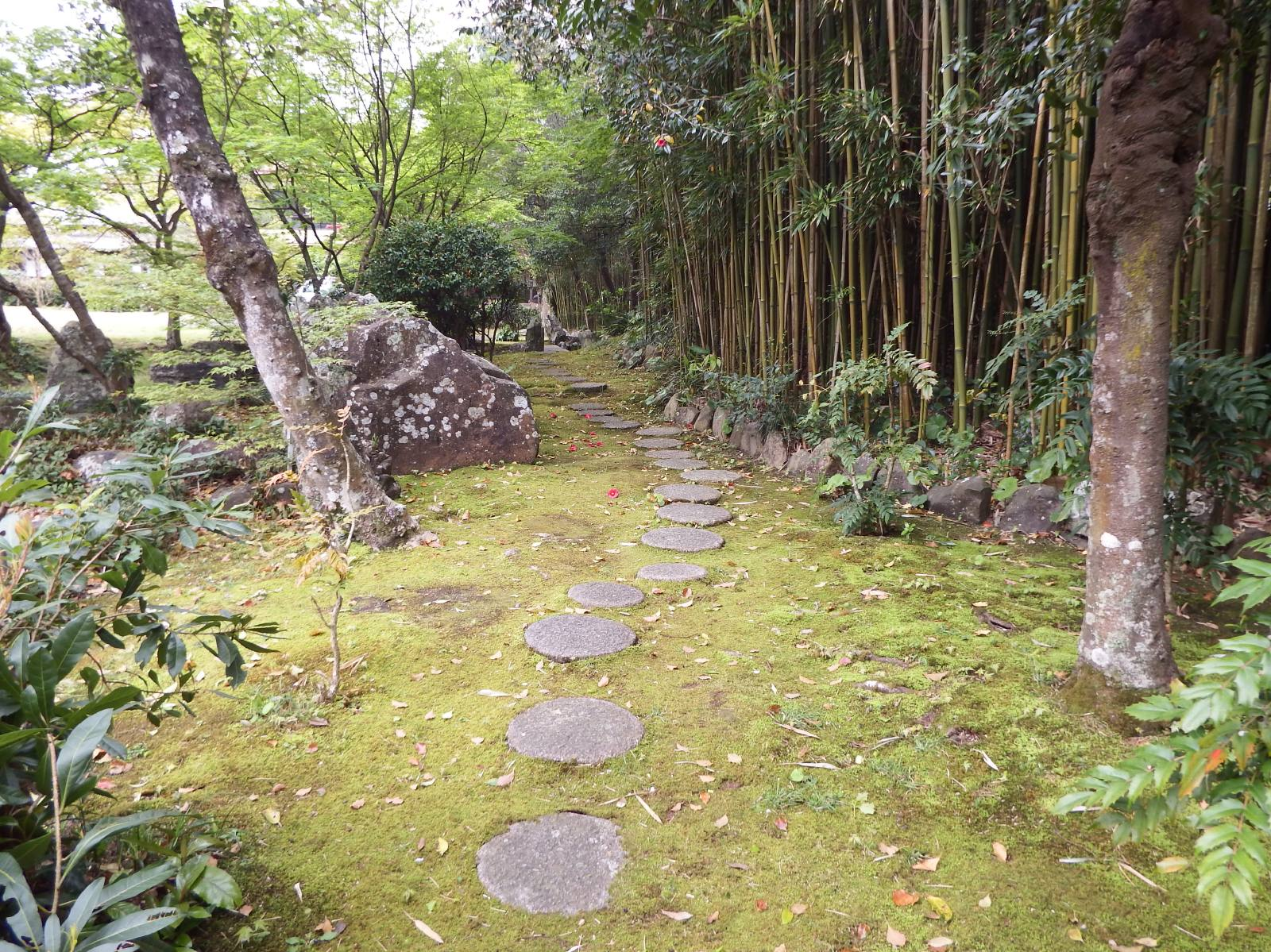
苔の道
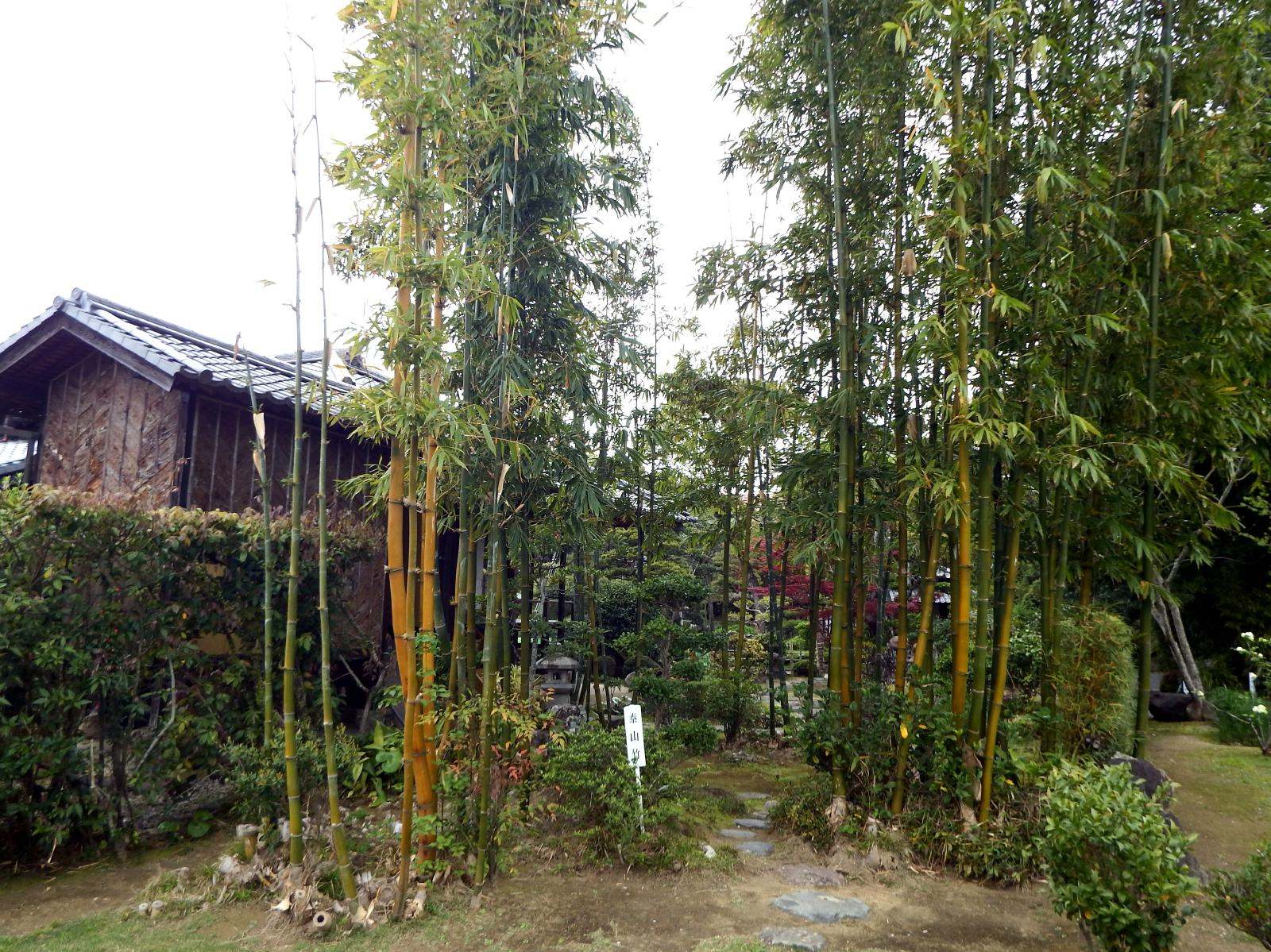
泰山竹
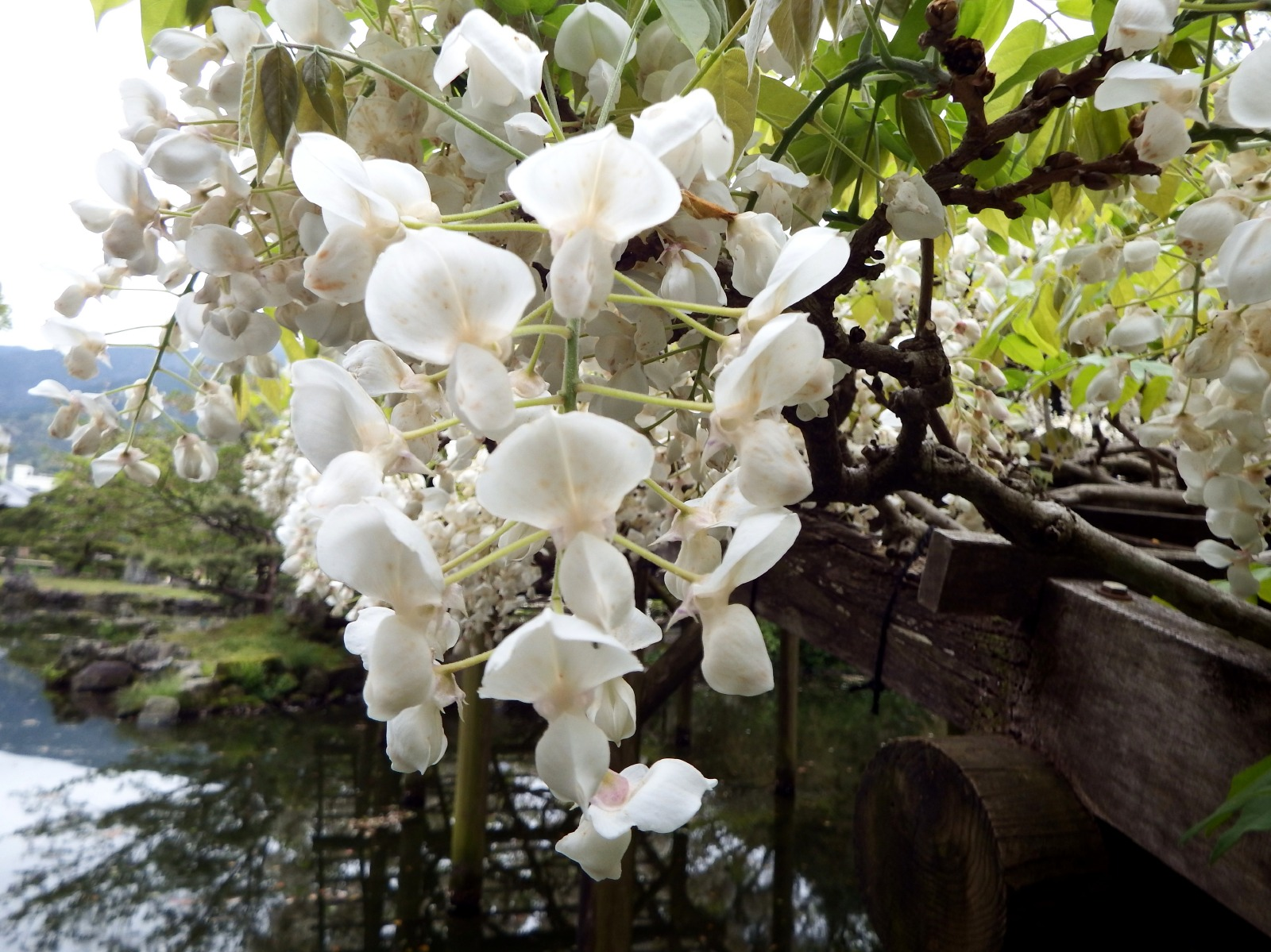
白玉藤
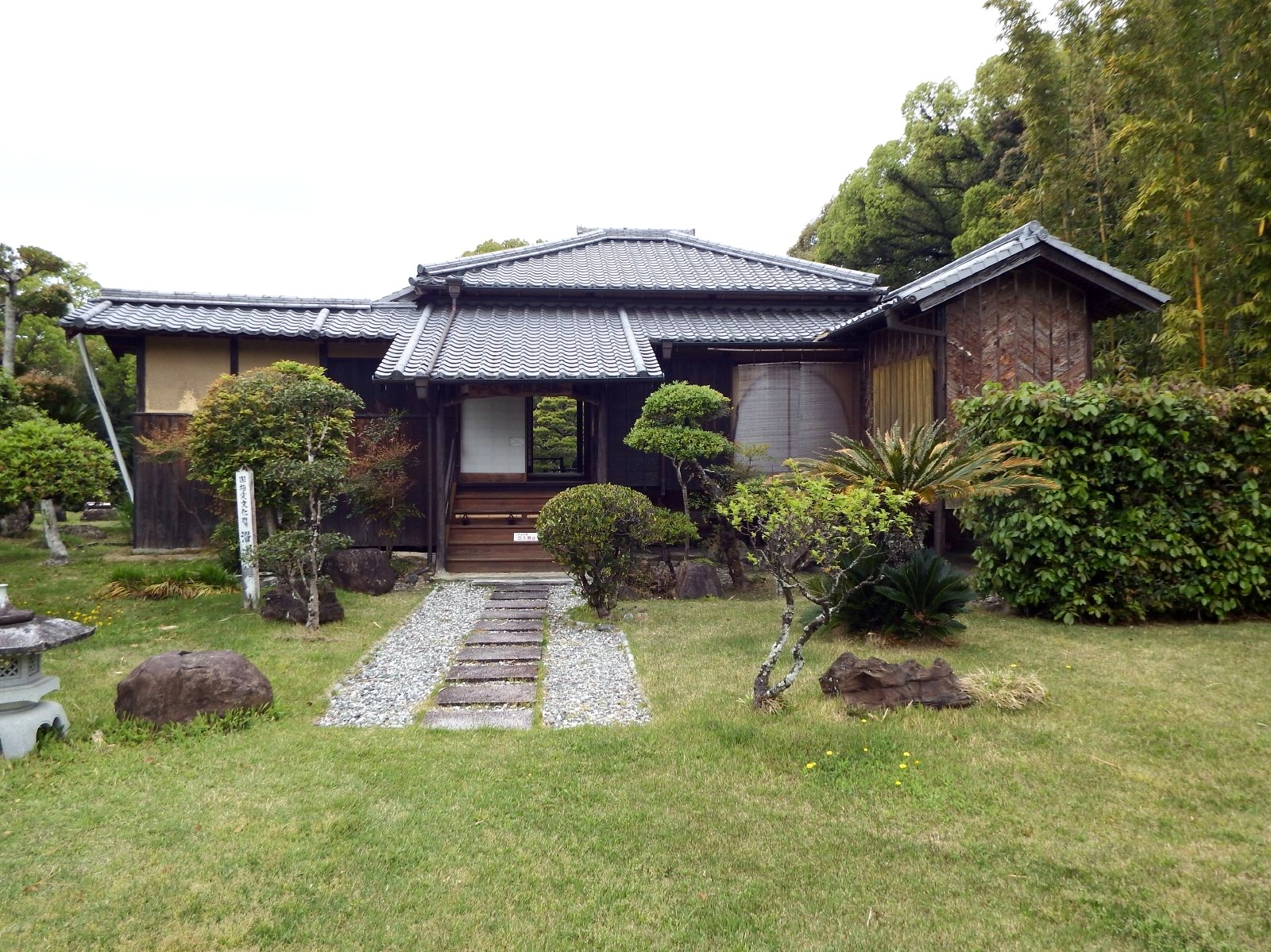
旧潜淵館付属茶室
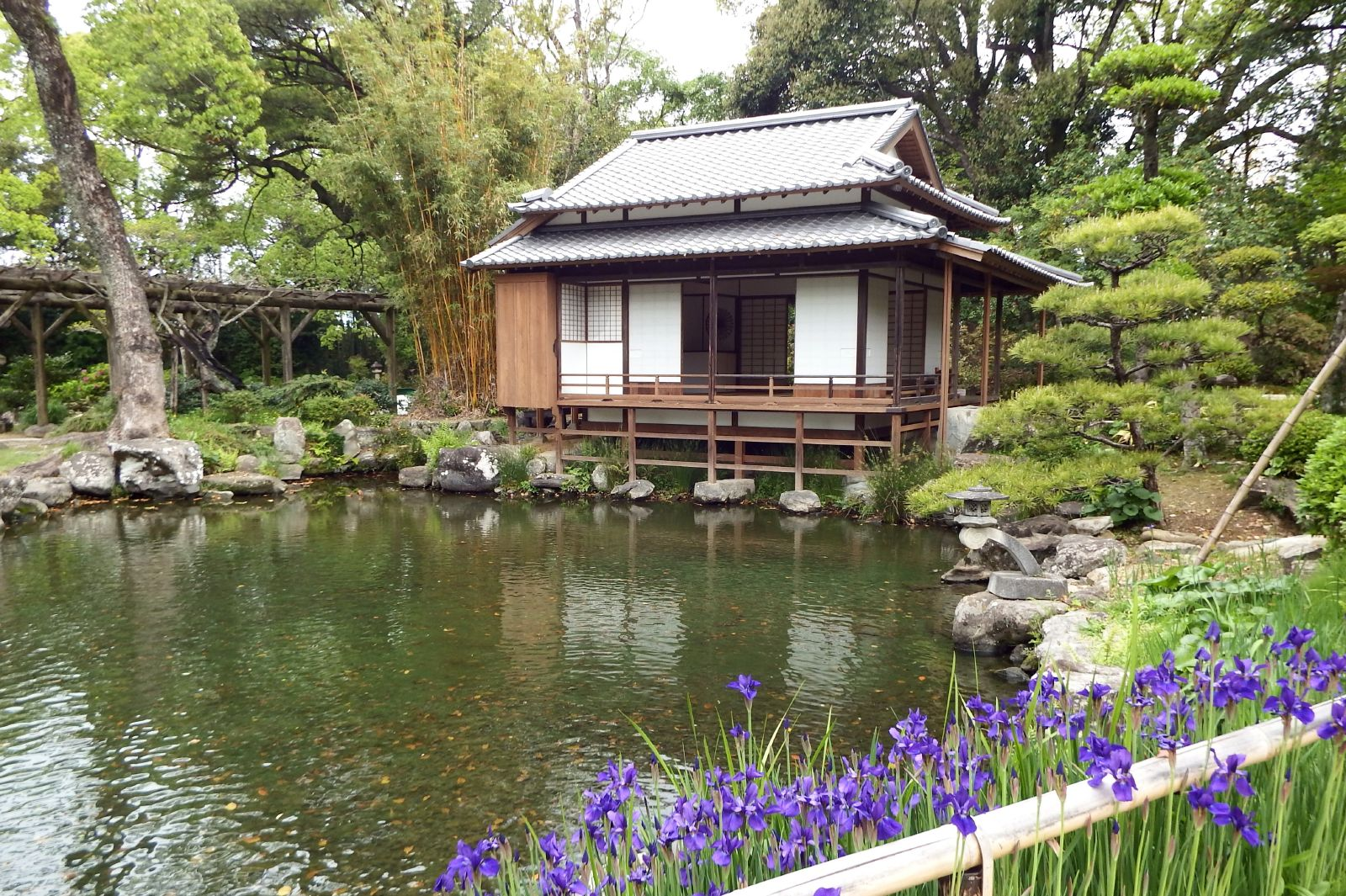
春雨亭
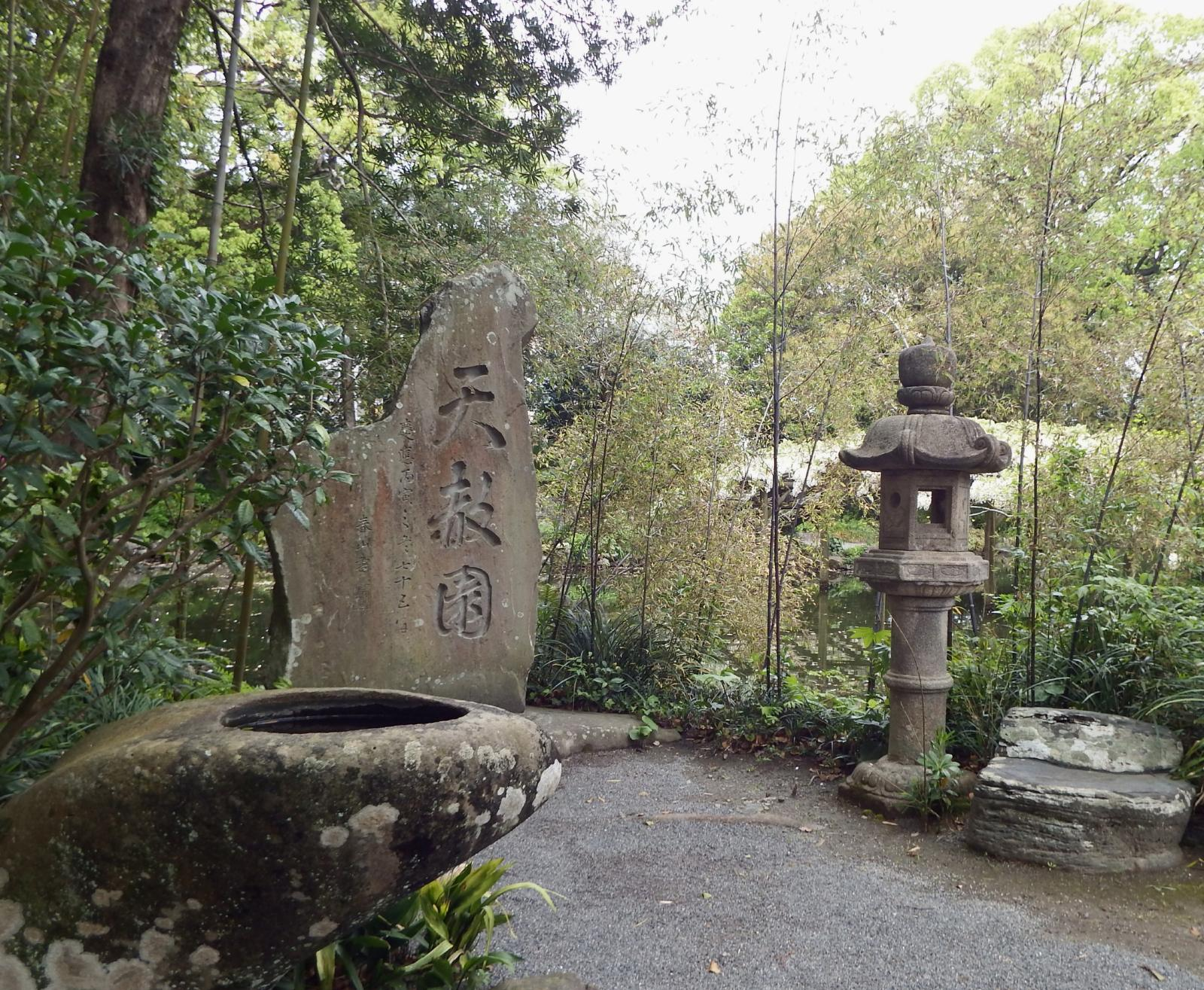
天赦園碑 春山の揮毛